# 法利莠竹
法利莠竹（学名：Microstegium fauriei），为禾本科莠竹属下的一个植物种。